# دانيال برودبنت
دانيال برودبنت (بالإنجليزية: Daniel Broadbent)‏ هو لاعب كرة قدم بريطاني، ولد في 2 مارس 1990 في ليدز في المملكة المتحدة. شارك مع منتخب إنجلترا تحت 16 سنة لكرة القدم. أما مع النوادي، فقد لعب مع روشدين ودايموندز ونادي هاروجيت تاون ونادي هايد إف سي وهدرسفيلد تاون.

## وصلات خارجية
- دانيال برودبنت على موقع قاعدة بيانات كرة القدم.إي يو (الإنجليزية)
- دانيال برودبنت على موقع Soccerbase.com (لاعب) (الإنجليزية)